# 스미요시촌 (오사카부)
스미요시촌(일본어: 住吉村)은 일본 오사카부 히가시나리군에 있던 촌이다. 현재의 오사카시 스미요시구 북서부(데이즈카야마, 스미요시, 만다이, 다이료 등)와 아베노구 남서부(기타바타케, 데이즈카야마), 스미노에구 일부(현재 스미요시공원 주변)에 해당한다. 

## 개요
가미마치 고원의 서쪽 끝에 위치했다. 북쪽은 히가시나리군 덴노지촌, 동쪽은 히가시나리군 다나베정과 나가이촌, 서쪽은 니시나리군 고즈마촌(훗날 다마데정)과 고하마촌, 남쪽은 히가시나리군 스미노에촌에 각각 접해 있었다.
마을의 남서쪽 끝에는 스미요시타이샤(住吉大社)가 있었다. 원래 경내지였던 스미노에촌 오아자 나가오를 사이에 두고 서쪽으로 수십미터 떨어진 곳에 스미요시 공원이 펼쳐져 있었다.
스미요시타이샤 외에도 아베노 신사와 이쿠네 신사도 마을 구역에 있었다. 

## 역사
- 1889년 4월 1일 - 정촌제 시행에 의해 스미요시군 스미요시촌이 성립하였다.
- 1896년 4월 1일 - 군 통합에 의해 히가시나리군으로 이관되었다.
- 1925년 4월 1일 - 제2차 시역 확장에 의해 오사카시에 편입해 스미요시구가 되어, 동일 미나미쿠다라촌은 폐지되었다.
- 1943년 4월 1일 - 분구에 의해 히가시스미요시구가 되었다.

## 참고문헌
- 住吉村常盤会『住吉村誌』1927年。